# Wissem Ben Yahia
Wissem Ben Yahia (arabe : وسام بن يحيى), né le 9 septembre 1984 à Tunis, est un footballeur tunisien évoluant au poste de milieu relayeur entre 2003 et 2024.

## Carrière

### Clubs
En 2003, il reçoit un contrat professionnel avec le Club africain et fait désormais partie intégrante de son équipe. Au fil des ans, il est lié à plusieurs reprises avec les clubs de football allemands, comme le Werder Brême et le Hertha BSC, mais un transfert ne se concrétise pas,.
Après le déclenchement de la révolution tunisienne, en 2010-2011, Wissem Ben Yahia exprime le désir de quitter la Tunisie. En raison de la situation incertaine, le club n'est cependant pas disposé à le laisser partir à des taux inférieurs. Ben Yahia rejoint alors, durant la saison 2011-2012, le club turc de Mersin Talim Yurdu.
Le 25 juin 2014, il signe un contrat en faveur du Gaziantep FK.

### Équipe nationale
En 2004, il dispute les Jeux olympiques d'été avec l'équipe olympique de Tunisie. Le 16 août 2006, il honore sa première sélection nationale lors du match joué contre le Mali (0-1).
En 2013, Ben Yahia a joué 38 matchs et marqué trois buts : le premier vient d'un penalty contre le Mozambique lors d'un match joué dans le cadre des éliminatoires de la coupe du monde 2010 le 6 juin 2009 ; le deuxième est marqué le 20 juin 2010 lors d'un match amical contre le Soudan ; la troisième but est marqué contre le Pérou le 29 février 2012.

## Palmarès

### Club africain
- Coupe nord-africaine des clubs champions (2) : 2009, 2010
- Championnat de Tunisie (1) : 2008
- Coupe de Tunisie (2) : 2017, 2018

### Équipe nationale
- Championnat d'Afrique des nations (1) : 2011

### Distinctions personnelles
- Meilleur buteur du championnat de Tunisie de football : 2008 (dix buts)